# Farinheira de Estremoz e Borba
A Farinheira de Estremoz e Borba IGP é um produto de origem portuguesa com Indicação Geográfica Protegida pela União Europeia (UE) desde 21 de agosto de 2004.

## Área geográfica
A área geográfica de transformação fica delimitada aos concelhos de Alandroal, Borba, Estremoz e Vila Viçosa, todos do distrito de Évora.

## Agrupamento gestor
O agrupamento gestor da indicação geográfica protegida "Farinheira de Estremoz e Borba" é a APETAL- Agrupamento de Produtores de enchidos tradicionais do Alentejo, Lda..